# Aeschynanthus microphyllus
Aeschynanthus microphyllus är en tvåhjärtbladig växtart som beskrevs av Charles Baron Clarke. Aeschynanthus microphyllus ingår i släktet Aeschynanthus och familjen Gesneriaceae. Inga underarter finns listade i Catalogue of Life.